# Anne Gabriel

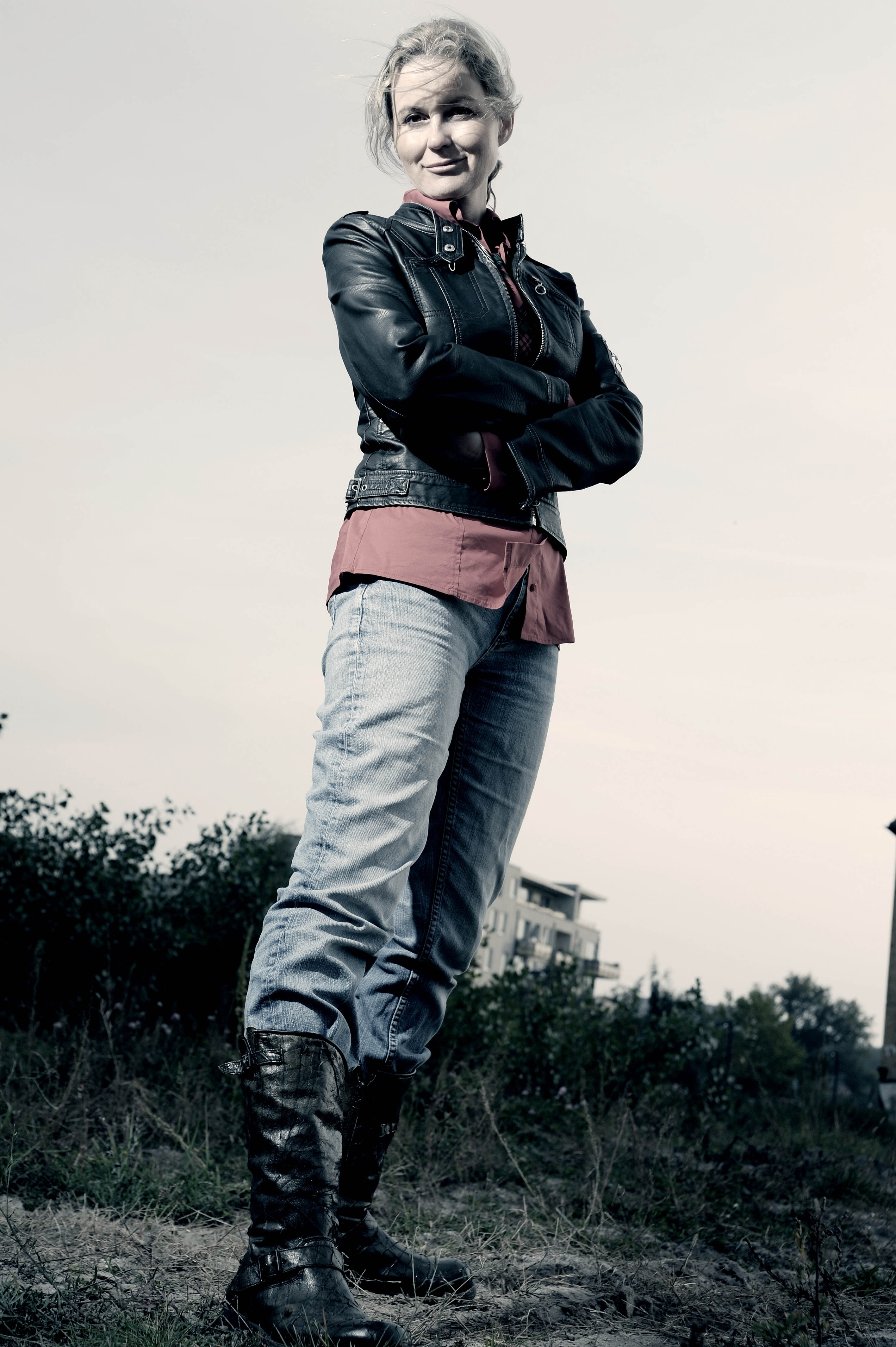
Anne Gabriel im Herbst 2010

Anne Gabriel ist eine deutsche Pop-Musikerin und Journalistin aus Berlin.

## Leben
Ihre ersten Songs schrieb sie mit 8 Jahren, schon in ihrer Kindheit spielte und sang sie in verschiedenen Schülerbands und tourte mit ihnen durch Schulen und Städte.
Anne nahm Stimmbildung-, Schauspiel- und Tanzunterricht und trat als Solistin oder mit Band auf verschiedenen Bühnen auf.
Nach ihrem Abitur studierte sie in Berlin Publizistik und arbeitete journalistisch für verschiedene Radio- und TV-Sender, u. a. in Musikredaktionen.
Nebenher kreierte sie weiterhin Musikprojekte in namhaften Studios und erhielt unter anderem für das Projekt „Elise“ den „Deutschen Rock & Pop Preis 2005“ als beste Elektro-Pop-Band.

## Auszeichnungen
- 2005: Verleihung des Deutschen Rock & Pop Preis für ihr Projekt „Elise“ als beste Elektro-Pop-Band

## Diskografie
| Jahr | Titel                   | Charts | Anmerkungen |
| Jahr | Titel                   | DE     | Anmerkungen |
| ---- | ----------------------- | ------ | ----------- |
| 2006 | Allein                  | –      | (Single)    |
| 2006 | Gefühl für Winter       | –      | (Single)    |
| 2007 | Lügengesicht            | –      | (Single)    |
| 2007 | Weltkönigin             | –      | (Single)    |
| 2008 | Großstadtlichter        | –      | (Single)    |
| 2008 | Nur fliegen ist schöner | –      | (Album)     |
| 2008 | Auf der Brücke          | –      | (Single)    |
| 2009 | Ufostation              | –      | (Single)    |
| 2009 | Glück auf meiner Seite  | –      | (Single)    |
| 2010 | Fliegen                 | –      | (Single)    |
| 2011 | Du bist das Ziel        | –      | (Single)    |

| Personendaten    | Personendaten                           |
| ---------------- | --------------------------------------- |
| NAME             | Gabriel, Anne                           |
| KURZBESCHREIBUNG | deutsche Pop-Musikerin und Journalistin |
| GEBURTSDATUM     | 20. Jahrhundert                         |
| GEBURTSORT       | Berlin, Deutschland                     |